# José Palomar y Rueda
José Palomar y Rueda (Hacienda de Santa María, Magdalena, Jalisco, 19 de septiembre de 1807 - Guadalajara, Jalisco, noviembre de 1873) fue un comerciante, industrial, filántropo y político mexicano.

## Biografía
Hijo del comerciante aragonés Abdón Senén Palomar y Sancho perteneciente a una familia de caballeros nobles de la (Real Maestranza de Caballería de Zaragoza|Cofradía de San Jorge) y de su segunda esposa Lugarda Rueda y Camacho, José Palomar nació en la Hacienda de Santa María, jurisdicción de La Magdalena en 1807; comenzó su carrera en el comercio el 21 de julio de 1823 cuando inició de meritorio en la tienda de dos comerciantes españoles experimentados, primero con José de Estrada y después en el almacén de Manuel García-Sancho y Moreno de Tejada, natural de Lumbreras y vecino de la Nueva Galicia quien era Señor Caballero Divisero del Solar de Tejada y tío abuelo de Ventura García Sancho Ibarrondo, I Conde de Consuegra. 
Después de once años de aprendizaje en las artes del comercio casó el 30 de agosto de 1834 con Dolores, la hija de Manuel García-Sancho siendo este matrimonio su primer éxito comercial al poder ingresar al círculo oligárquico de Guadalajara. Con el dinero reunido a lo largo de once años Palomar instaló su primera tienda y en 1834 fue representante de Juan de Dios Betaunzarán quien era propietario de una fábrica textil en Aguascalientes. En 1837 fue apoderado de Gregorio Mier y Terán reforzando así sus lazos con la oligarquía y siendo reconocido como el dirigente y vocero principal de los conservadores en Guadalajara.
Como representante de los conservadores firmó el 12 de agosto de 1834 un documento en el cual la oligarquía aceptaba el Plan de Cuernavaca el cual desconocía la administración liberal. En 1837, habiendo ratificado su posición política se hizo cargo del Ayuntamiento de Guadalajara.
Las propuestas de industrialización de Lucas Alamán y Esteban de Antuñano durante 1830 y 1840 motivan a Palomar a presidir la Junta de Industria que se instaló en Guadalajara el 6 de septiembre de 1840. El 10 de noviembre de 1840 José Palomar junto con Francisco Martínez-Negrete y Ortiz de Rozas y Manuel López Cotilla compran un terreno al margen del río de Zoquipan para edificar la fábrica textil "La Prosperidad Jalisciense" y la fábrica de papel "El Batán" las cuales comenzaron a trabajar en 1843 y 1844 respectivamente. Palomar rechaza las antiguas ideas de invertir en la posesión de la tierra y promueve la inversión en el trabajo asalariado, los derechos de los trabajadores y el empleo de maquinaria y fuerza en la producción; es reconocido como el principal promotor de la industria nacional en la región occidental de México.
Durante los años de 1850 y 1851 representó al Estado en el Congreso de la Unión y en 1853 fue gobernador de Jalisco.
José Palomar dirigió exitosamente las fábricas de textil y papel, y en 1851 la Junta Directiva de Exposiciones de México le otorga el segundo lugar por la calidad de los productos ahí elaborados. 
Palomar fue generoso con su fortuna ante la sociedad jalisciense, se desempeñó como tutor de menores de edad que habían quedado huérfanos y como Mayordomo y Administrador del Convento de Santa Mónica, en 1849 creó el Monte de Piedad en Guadalajara, el 30 de diciembre de 1867 formó una compañía para introducir la línea telegráfica de Guadalajara a León, Guanajuato; de Guadalajara a Colima y a Manzanillo; de Lagos de Moreno a Zacatecas y Aguascalientes y de Guadalajara a Tepic. Fundó la escuela de artes de Guadalajara y fue protector de los derechos de los trabajadores promocionando la educación y bienestar de los mismos. Se casó en tres ocasiones: el primer matrimonio con Dolores García Sancho y Moreno de Tejada con quien procreó ocho hijos. Palomar casó en segunda ocasión con Dolores Calvillo y Corro y tuvo siete hijos, y su tercer matrimonio fue con Refugio Calvillo y Corro, con quien no tuvo descendencia.
Los descendientes de Palomar también destacarían, como sus nietos: don Juan Palomar y Arias (fundador del PAN en Jalisco), ingeniero civil, arquitecto y encargado del plano regulador de Guadalajara, y Miguel Palomar y Vizcarra, fundador del Partido Católico Nacional. De igual forma sus bisnietos: el arquitecto expresionista Enrique de la Mora y Palomar (1907-1978) diseñador de la Facultad de Filosofía y Letras de la UNAM y de la Iglesia de La Purísima en Monterrey, e Yves Palomar Loriot de la Salle, ingeniero civil autor de la Ciudad de los Niños del Padre Cuéllar en colaboración con su padre Juan Palomar y Arias, y socio de Luis Barragán en el proyecto de la colonia Jardines del Bosque de la Ciudad de Guadalajara en 1955.
La escuela de educación primaria José Palomar y Rueda ubicada en la localidad de Las Pintitas, El Salto (Jalisco); el Parque Municipal José Palomar y Rueda en la cabecera municipal de Magdalena (Jalisco), y tres vialidades: una en el barrio El Retiro de Guadalajara, la segunda en la Colonia La Fábrica de Atemajac en Zapopan, y la tercera en Ahualulco de Mercado, honran la memoria de este personaje.

## Distinciones
Caballero de la Orden de Guadalupe. Concedida por Antonio López de Santa Anna el 6 de diciembre de 1854.